# Toi8
Toi8   (prefectura de Kumamoto, 8 d'octubre de 1976) és un artista japonès que era més sabut per laborable damunt a anime li agrada .hack//La Película i a videojocs com Tokyo Mirage Sessions ♯FE.

## Biografia
Toi8 va néixer en Kumamoto Prefecture, Japó damunt 8 d'octubre de 1976. Va graduar de Yoyogi Universitat d'Animació. Tot i que va treballar com un il·lustrador d'anime per aproximadament dos anys, ell quit la seva empresa dins sobre un any. De llavors ençà esdevingui fascinated amb els seus dibuixos originals, esdevingui un il·lustrador d'autònom. Va debutar com un il·lustrador a "Decorat de Centenar de Tòquio Elegant" va publicar dins 2002. El seu origen del seu nom de bolígraf és del seu aniversari: octubre 8è. Previ a allò, va utilitzar el pseudònim "Q8".